# Héctor Lozano (futbolista)
Héctor Lozano Quintana (Lima, 25 de junio de 1981) es un exfutbolista peruano. Jugaba de arquero. Tiene 43 años. 

## Trayectoria
Héctor Lozano comenzó su carrera como futbolista en la primera división el año 2001 en el Alianza Atlético de Sullana, pero en ese entonces era joven, y no tenía muchas oportunidades en el equipo titular. En el 2009 tuvo un poco más de oportunidades. En el 2010 pasó a integrar las filas del Atlético Grau de Piura, equipo con el que llegó hasta la Etapa Nacional de la Copa Perú, siendo eliminados por Comerciantes Unidos de Cutervo. En el año 2011 firmó en el Real Atlético Garcilaso del Cuzco, logrando la Copa Perú.
Para el 2012 ficha por el Alianza Unicachi.

## Clubes
| Club                | País | Año       |
| ------------------- | ---- | --------- |
| América Cochahuayco | Perú | 2000      |
| Alianza Atlético    | Perú | 2001-2003 |
| La Peña Sporting    | Perú | 2004      |
| Alianza Atlético    | Perú | 2005-2009 |
| Atlético Grau       | Perú | 2010      |
| Real Garcilaso      | Perú | 2011      |
| Alianza Unicachi    | Perú | 2012      |
| Sport Áncash        | Perú | 2013      |

## Palmarés
| Título    | Club           | País | Año  |
| --------- | -------------- | ---- | ---- |
| Copa Perú | Real Garcilaso | Perú | 2011 |